# Авиация Кот-д’Ивуара в гражданской войне

Опознавательный знак ивуарийских ВВС.

В период гражданской войны в Кот-д’Ивуаре (2002—2007) немаловажную роль сыграли военно-воздушные силы страны. За первые два года конфликта власти обновили авиапарк, закупив большое количество вертолётов и самолётов. При поддержке иностранных военных специалистов и наёмников проведены многочисленные воздушные рейды против антиправительственных сил, которые часто приводили к жертвам среди мирного населения. Во время ноябрьских событий 2004 года национальные ВВС были почти полностью уничтожены французской армией.

## Накануне
К моменту начала гражданской войны в лётным состоянии, кроме президентского самолёта «Гольфстрим III», находились: 1 Cessna 421, четыре из шести Бич-F.33C, 2 AS.365C «Дофин II» и 1 SA.330 «Пума». Кроме того, в Буаке на хранении были несколько Dassault/Dornier Alpha Jet.
В конце лета 2002 года руководство страны выделило средства на обновление авиапарка. В августе были подписаны контракты на поставку четырёх штурмовиков Су-25 и двух боевых вертолётов Ми-24В из Белоруссии, пары фронтовых истребителей МиГ-23МЛД и трёх вертолётов Ми-24 из Болгарии.

## Перевооружение
В сентябре 2002 года мятежники взяли под свой контроль большую часть севера страны. Также была захвачена авиабаза Буаке, на которой базировались шесть штурмовиков Alpha Jet. Лидеры боевиков угрожали применить самолёты против правительственных войск, которые оказались лишены костяка своей авиации. В связи с этим президент Лоран Гбагбо поспешил завершить обновление ВВС.
Кроме белорусских и болгарских машин были приобретены два самолёта Strikemaster с регистрационными номерами TU-VRB и TU-VRA, которыми управлял французский частный военный подрядчик. Технику он получил из Ботсваны через Мальту. Румыния поставила четыре вертолёта IAR-330, а Израиль — два БПЛА Aeronautics Aerostar. Для перевозки правительственных военных и оборудования привлечён Ан-12 с украинским либо белорусским экипажем. В конце октября в Болгарии были взяты в лизинг два военно-транспортные вертолёты Ми-8, зарегистрированные как LZ-CAE и LZ-CAF и прибывшие в декабре. Дополнительно закуплен ещё один Ми-8Т за номером TU-VHT. Все три вертолёта использовались для переброски военных подразделений, а также вооружения и боеприпасов. Согласно журналу «История авиации», их предположительно пилотировали болгарские лётчики.

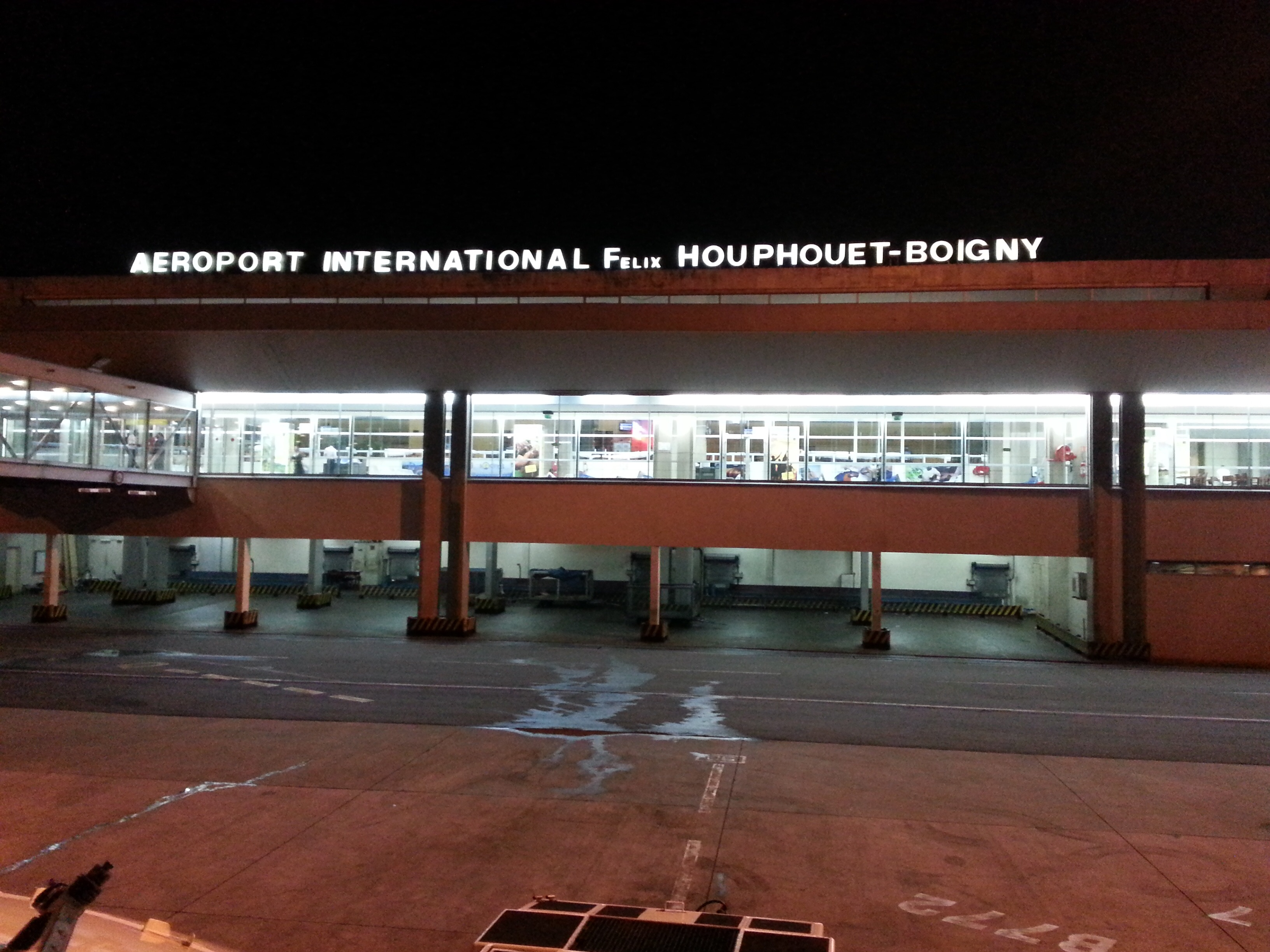
Международный аэропорт имени Феликса Уфуэ-Буаньи. Во время гражданской войны здесь базировались два одноместных штурмовика Су-25 (борты «02» и «03»), штурмовик Strikemaster, два вертолёта Ми-24Д и БПЛА.

Первые три Ми-24 прибыли в ноябре 2002 года, получив регистрационные номера TU-VHL, TU-VHO и TU-VH?. Это были два Ми-24В из Белоруссии и один Ми-24П из Болгарии. Первоначально их пилотировали наёмники из Франции и ЮАР, которые ранее воевали в Сьерра-Леоне. Инженерно-технический состав представляли белорусы и украинцы. В феврале 2003 года прибыла ещё пара вертолётов Ми-24Д, приобретённая в Болгарии. В апреле в аэропорту Абиджана были отгружены два Миг-23МЛД (в ВВС Болгарии числились под бортовыми номерами «204» и «219», первый зарегистрировали как TU-VHC; приобретены у компании «Металика» и доставлены из Софии на военно-транспортном Ил-76 конторы «Атлант Союз»). В мае прибыли вертолёты IAR.330L (номер одного из них — TU-VHE), двухместные штурмовики Су-25УБ и Ан-12.
23 июня ивуарийские СМИ сообщили о начале проведения тренировочных полётов истребителей МиГ-23МЛД. Их облетал болгарский пилот. Но, по непонятным причинам, в октябре 2004 года, самолёты были загружены в транспортник Ан-124 и увезены в Того. В том же октябре 2004 года авиация страны получила одноместные Су-25, сборку которых на месте проводили белорусские специалисты.
На 2004 год правительственная авиация имела два одноместных Су-25 и два двухместных Су-25УБ, которые поступили непосредственно со складов ВВС Белоруссии. Первые машины получили серийные номера «02» и «03», а вторые — «20» и «21». Все четыре штурмовика были украшены маркировкой в виде пасти акул, которая использовалась почти на всех правительственных боевых самолётах и вертолётах с начала 2000-х годов. «Пасти» впервые начали рисовать на некоторых белорусских Ми-24 ещё в 1990-х, затем перекочевав в Кот-д’Ивуар. Борт «21» был оборудован бронелистами по бокам задней кабины, схожими с МиГ-23БН и МиГ-27. Эти элементы стали уникальной особенностью двух модернизированных Белоруссией штурмовиков (другая машина поставлена в Перу) и никогда не встречались ни на одном другом Су-25 в мире.
На протяжении почти двух лет активной эксплуатации белорусские штурмовики в основном летали в районе Ямусукро, а их пилотированием и техническим обслуживанием занимались как ивуарийцы, так и белорусы.
В помощи правительственной авиации также участвовала Украина, в учебных центрах которой прошли подготовку шесть ивуарийских лётчиков и наземный технический персонал.

## Боевые вылеты

### Ми-24
В конце ноября 2002 года, когда бои между повстанцами и властями достигли апогея, авиамашины впервые приняли участие в военных действиях. 27 ноября около 18:00 вертолёт Ми-24 нанёс удар по лагерю противника в центре Вавуа. В результате атаки боевики не понесли потерь, однако погибли трое мирных жителей. Во второй половине дня 28 ноября Ми-24 оказали поддержку армейскими подразделениям, оборонявшим город Данане. В следующий раз применение авиации отмечено 15 декабря. В этот день Ми-24 атаковал деревню на севере страны, где предположительно находились повстанцы. В результате этого удара снова зафиксированы жертвы среди мирных жителей.
На протяжении декабря вертолёты также наносили удары по вражеским силам в деревнях Пелези и Даниа в западной части страны. В ходе этих рейдов погибли как минимум 10 мирных жителей, многие получили ранения. О потерях повстанцев точно неизвестно. 25 декабря около 13:00 одна из машин обстреляла рынок и мечеть в деревне Махапле, убив девять мирных жителей. 27 декабря два Ми-24 атаковали и уничтожили около Вавуа повстанческие склады боеприпасов и горючего. С 28 по 30 декабря машины наносили удары по мятежным войскам в районе городов Буаке, Ман и Вавуа. Наконец, 31 декабря Ми-24 дважды обстреляли деревню Менакра, где были сконцентрированы крупные подразделении боевиков. Жертвами атак снова стали гражданские лица, которых южноафриканские наёмники приняли за противника. Командование французского военного контингента обвинило ивуарийских военнослужащих в использовании авиации для убийства мирных жителей. Тем не менее, правительственные вертолёты в течение января 2003 года продолжали атаковать отряды оппозиции в городе Данане, а также в посёлках Тулепле и Бинхуе вблизи границы с Либерией.
В начале апреля 2003 года бои вспыхнули с новой силой. Основные столкновения велись в районе посёлка Зуан-Луниен. 6 апреля вертолёты нанесли удар по селению. На следующий день пара Ми-24 вновь атаковала эту деревню, после чего военные подразделения правительства Гбагбо вошли в неё. Однако 13 апреля повстанцем удалось выбить противника. На следующий день авиамашины на протяжении 15 минут наносили удары по Зуан-Луниен. Особенно пострадал медцентр. По зданию было выпущено около 50 НУРСов. Налёт привёл к гибели четырёх человек. Ещё более 20 мирных жителей были ранены.
16 апреля Ми-24 обстреляли несколько зданий в Данане и Махапле. Пострадали 50 гражданских лиц. Представители иностранных дипломатических миссий осудили подобные действия ивуарийской армии и призвали власти остановить применение вертолётов в боевых действиях. В период с 6 по 16 апреля Ми-24 также наносили удары по Вавуа и Бинхуе. 9 июня 2004 года вертолёты нанесли несколько ударов по отрядам повстанцев в северной и западной частях страны. От действий авиации в деревне Мамигу погибло 15 боевиков и пятеро военнослужащих правительственной армии.

### БПЛА
Утром 6 ноября 2004 года над лагерем французских частей под Буаке появился правительственный дрон Aeronautics Aerostar. Выполнив воздушную разведку, он вернулся в пункт дислокации.

### Су-25
4 ноября 2004 года президент Гбагбо отдал распоряжение нанести серию ударов по повстанцам.
В тот же день авиация осуществила первый удар по позициям противника в районе городов Буаке и Корого. На задание вышли два смешанных экипажа: на «21» летели отставной полковник ВВС РБ Юрий Сушкин и капитан правительственной авиации Анж Гнандует («21»), а на «20» — Борис Смахин с другим африканцем. Подполковник Патрис Уэй был координатором операции. Удары были нанесены по складам боеприпасов и укрытиям лидеров повстанцев. В результате воздушного налёта пострадало и мирное население.
5 ноября штурмовики нанесли серию ударов по позициям боевиков в северной части страны. В Буаке был уничтожен штаб повстанцев. Экипажи применяли фугасные авиабомбы ФАБ-250, разовые бомбовые кассеты РБК-250-275, а также НУРСы С-5. При появлении в воздухе Су-25 мятежники начинали сразу паниковать и разбегались нередко бросая оружие.
6 ноября экипажи совершили ещё один вылет. На этот раз, предположительно по ошибке, атаке подверглась база французских миротворцев в Буаке. Под бомбами погибли девять военнослужащих. Среди жертв был один гражданин США, работавший по гуманитарной миссии.
В ответ французы, по приказу президента Жака Ширака, уничтожили почти все самолёты и вертолёты ВВС Кот-д’Ивуара, включая 9 на земле (Strikemaster, 2 Су-25, 2 Ми-24Д, Ми-24В, Ми-24П, Ми-8Т и IAR.330L) и 2 в воздухе.

## После 2004 года
После специального разрешения ООН 24 января 2005 года ВВС снова поднялись в воздух. В этот и на следующий день один из уцелевших Ми-24 и единственный Strikemaster совершили несколько испытательных и патрульных полётов над Ямусукро. Впоследствии машины были отправлены самолётом в Абиджан. ООН также разрешила правительству восстановить до лётного состояния оба Су-25УБ, однако властям не разрешили докупить новую технику. В ноябре, несмотря на эмбарго Совета Безопасности на оказание военной помощи и поставки оружия в Кот-д’Ивуар, для восстановления военно-воздушных сил страны тайно прибыла группа из 10 авиатехников из Белоруссии и Украины.
На 2007 год, по информации Aviation Week & Space Technology, в эксплуатации находились шесть летательных аппаратов: один Ан-32, один Cessna 421, два вертолёта Eurocopter SA-365 Dauphin, один VIP-самолёт Gulfstream IV и один вертолёт Ми-24. Однако не все летательные аппараты были в исправном состоянии.
Подобное состояние правительственной авиации сохранялось до начала второй гражданской войны (2010—2011).

### Вертолётный скандал
27 февраля 2011 года офис генерального секретаря ООН Пан Ги Муна от его имени распространил заявление о поставках Белоруссией трёх вертолётов Ми-24 для армии Гбагбо в обход оружейного эмбарго, введённого в 2004 году. По его данным, первая машина с некими «соответствующими материалами» на борту предположительно была доставлена в Ямусукро самолётом в ночь с 26 на 27 февраля. При этом прибытие ещё как минимум двух бортов запланировано якобы на 29 февраля. Он потребовал от миротворческого контингента в Кот-д’Ивуаре «пристально следить за ситуацией и предпринять все необходимые меры в рамках имеющегося мандата, направленные на то, чтобы обеспечить невозможность использования доставленного оборудования».
Информацию о поставках генеральному секретарю предоставила группа экспертов международной организации. Об этом в интервью одному из белорусских информагентств рассказал пресс-секретарь Департамента операций по поддержанию мира – подразделения Секретариата ООН Ник Бирнбэк.
В тот же день пресс-секретарь МИД Белоруссии Андрей Савиных в интервью БелаПАН опроверг это заявление. Официальный представитель Госкомвоенпрома Владимир Лавренюк отметил, что белорусская сторона активно сотрудничает с группой экспертов по Кот-д’Ивуару в рамках выполнения положений соответствующих резолюций Совета безопасности ООН. По его словам информация с обвинениями в нарушениях эмбарго не соответствует действительности и вызывает полное недоумение. Как было заявлено, в Белоруссии создана национальная система экспортного контроля, которая соответствует всем международным требованиям.
С опровержением выступил и официальный представитель администрации Гбагбо Дона Мелло, назвав это «заговором против Кот-д’Ивуара» и «ложью для оправдания атаки на правительство Гбагбо».
Правдивость обвинения подвергли сомнению политолог Андрей Фёдоров и военный обозреватель Алескандр Алесин. Последний отметил, что вертолёты, поставленные в страну, достаточно старой сборки, и их продажа в обход оружейного эмбарго могла бы негативно сказаться на более крупных контрактах, которые в таком случае Белоруссия потеряла. По мнению эксперта, этот скандал может быть частью информационной войны, проводимой Западом против правительства Александра Лукашенко.
Первая попытка проверить подозрения члены группы экспертов ООН, включая представителя её миротворческой миссии, предприняли 28 февраля. Они направились в аэропорт столицы Кот-д’Ивуара Ямусукро, однако верные Гбагбо солдаты обстреляли их, и экспертам пришлось ретироваться.
2 марта на брифинге в штаб-квартире ООН в Нью-Йорке заместитель генерального секретаря по операциям по поддержанию мира Ален Леруа принёс извинения Белоруссии за урон имиджу, поскольку выяснилась её непричастность к поставкам.